# 香港清新空氣藍圖
《香港清新空氣藍圖》（英文：A Clean Air Plan for Hong Kong）於2013年3月28日由香港環境局局長黃錦星，聯同運輸及房屋局局長張炳良、發展局常任秘書長（工務）韋志成和食物及衞生局副局長陳肇始一同公布，並且推出；將改善空氣質素的任務提升至跨部門層次，環境局與運輸及房屋局和發展局兩名局長組織成為三局委員會，定期跟進相關政策，並且將空氣質素與公眾健康掛鈎，目標為令到香港成為全球其中一個對空氣質素有最深入理解的地方，並且與廣東省加強合作。期望透過多種執行減排措施，令到香港的空氣質素在計劃推行4年後（即2020年），大致達到新的空氣質素指標。

## 措施
《香港清新空氣藍圖》從路邊空氣、船舶和發電廠排放，規管地盤及貨櫃碼頭等非路面流動機械排放，拆解4個污染源所面對的問題。根據《香港清新空氣藍圖》顯示，未來3年的減排措施包括了於2013年1月發表的《2013年度香港行政長官施政報告》中，提出100億港元資助更換舊有柴油商業車輛，以減少其所排放的致癌粒子。至於針對二氧化氮，香港政府將會透過香港巴士路綫重新組織、分流3條海底隧道、撥款1.5億港元最早於2013年8月為到石油氣小型巴士和的士更換催化轉換器，同時計劃撥款數以億元計算的資助額數，為到1,400部屬於歐盟二期和三期的專營巴士安裝選擇性催化還原器。此外，香港政府鼓勵巴士公司調派低排放的巴士行駛中環及銅鑼灣等香港繁忙地區路綫，更計劃於2015年設立低排放區，屆時於該區行駛的巴士必須為低排放型號，其他車輛則無限制；並且限制巴士公司新添置的巴士必須屬於歐盟五期或者以上。船舶方面，則會規限及管制郵輪泊岸轉油，啟德郵輪碼頭將會設置岸電設施；並且計畫限制排放黑煙船隻，若果排放逾標準3分鐘即屬於規反法例。

## 爭議
根據《香港清新空氣藍圖》顯示，即使耗逾百億港元減少車輛污染排放，惟主要來源自車輛的二氧化氮至2020年仍然不能夠達新的空氣質素指標（香港政府推算，於2014年落實的新空氣質素指標於2020年達標，惟路邊二氧化氮仍然超標，由2011年的每立方米逾100微克的水平下降至2020年的低於80微克，惟仍然遠超於40微克的指標），亦無達標預期。此外，有關香港政府部門亦無意欲限制車輛增長，並且預測於5年內，車輛數量增長率達17.7%，比較前5年高。有團體指這是因為政府訂立的空氣質素指標是因應可行性制訂，而並非以公眾健康為優先，故此許多能夠減少空氣污染的措施也未能囊括在藍圖之內。